# Stig Andersson (ciclista)
Stig Viktor Andersson (10 de novembro de 1924 — 11 de julho de 2015) foi um ciclista sueco de ciclismo de pista.

## Carreira
Andersson competiu como representante de seu país, Suécia, nos Jogos Olímpicos de Verão de 1952 em Helsinque, onde fez parte da equipe sueca que terminou em décimo primeiro lugar na perseguição por equipes de 4 km.